# Enrico dal Covolo

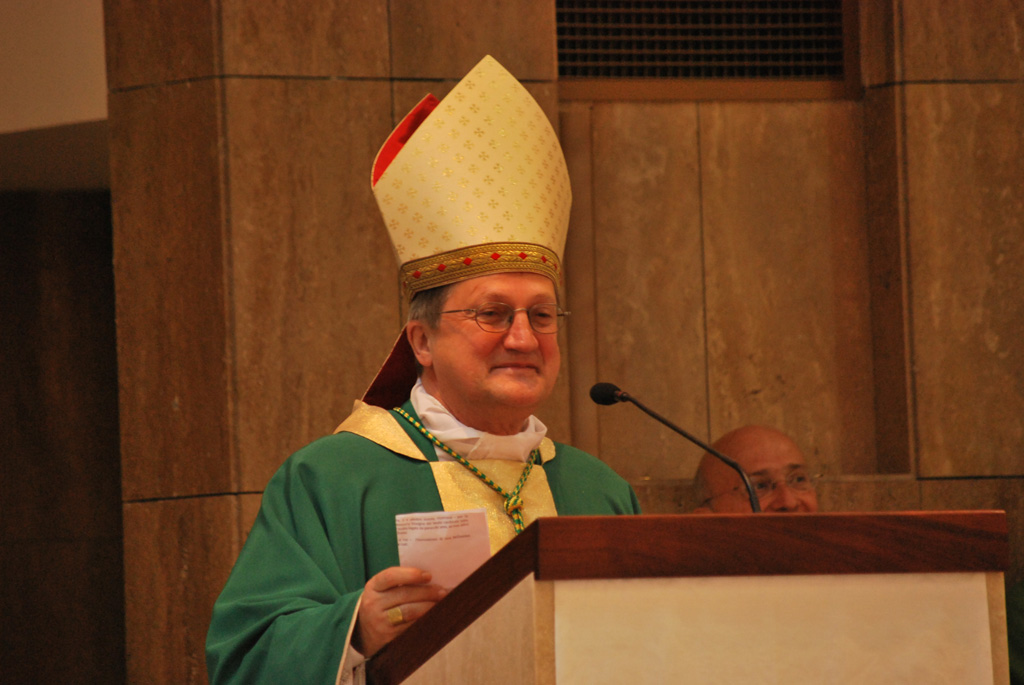
Kurienbischof Enrico dal Covolo

Wappen von Enrico dal Covolo

Enrico dal Covolo SDB (* 5. Oktober 1950 in Feltre, Venetien, Italien) ist ein italienischer Ordensgeistlicher und römisch-katholischer Bischof. Er war von 2010 bis 2018 Rektor der Päpstlichen Lateranuniversität.

## Leben
Enrico dal Covolo studierte Klassische Philologie an der Università Cattolica del Sacro Cuore in Mailand und Religionswissenschaften am Päpstliches Patristisches Institut Augustinianum in Rom. Er wurde in patristischer Theologie promoviert.
1973 trat er der Ordensgemeinschaft der Salesianer Don Boscos bei und empfing 1976 die Priesterweihe. Er war Vikar in Chiari (Brescia) und in Mailand, später Leiter der Ispettoria Salesiana Lombardo Emiliana und Rektor des Istituto Tecnico Industriale Don Bosco. 1986 wurde er Professor für altgriechische christliche Literatur an der Fakultät für christliche und klassische Literaturwissenschaften (Pontificium Institutum Altioris Latinitatis) an der Päpstlichen Universität der Salesianer in Rom und war von 1993 bis 2000 Dekan der Fakultät.
Von 1988 bis 1997 war er zudem verantwortlich für die Ausbildung von Diakonen in der Gemeinschaft des Heiligen Thomas der Universität. Er wurde 1999 Mitglied der Päpstlichen Komitees für Geschichtswissenschaft, Mitglied der Kommission zur Vorbereitung des Großen Jubiläumsjahres 2000 und Leiter der Päpstlichen Akademie für Theologie sowie der Päpstlichen Internationalen Marianischen Akademie. Von 2000 bis 2003 war er Pro-Rektor der UPS sowie Koordinator für die pastorale Ausbildung für die Universitäten in der Diözese Rom. 2000 wurde er Generalpostulator für die Selig- und Heiligsprechung der Salesianer. 2002 berief ihn Johannes Paul II. als Berater in die Kongregation für die Glaubenslehre, später auch der Kongregation für den Klerus. 2009 wurde zum Mitglied der Päpstlichen Kommission für die sakrale Archäologie bestellt.
Am 30. Juni 2010 wurde er durch Papst Benedikt XVI. als Nachfolger von Rino Fisichella zum Rektor der Päpstlichen Lateranuniversität und am 15. September desselben Jahres zum Titularbischof von Heraclea ernannt. Die Bischofsweihe spendete ihm am 9. Oktober 2010 Kardinalstaatssekretär Tarcisio Bertone SDB im Petersdom; Mitkonsekratoren waren der Kardinalvikar für das Bistum Rom, Agostino Kardinal Vallini, und der Präfekt der Kongregation für die Institute geweihten Lebens und für die Gesellschaften apostolischen Lebens, Franc Kardinal Rodé CM.
2011 wurde er zum Großoffizier (Komtur mit Stern) des Ritterordens vom Heiligen Grab zu Jerusalem ernannt.
Als ersten Laien, der Rektor der Lateranuniversität wurde, ernannte Papst Franziskus am 2. Juni 2018 den Völkerrechtler und vatikanischen Diplomaten Vincenzo Buonomo zum Nachfolger von Enrico dal Covolo.

## Wirken
Dal Covolo hat zahlreiche wissenschaftliche Arbeiten und Werke veröffentlicht. Er gehört der Redaktion von Corona Patrum an, die eine Reihe von patristischen Texten veröffentlicht. Er war Herausgeber der Maritano l’Introduzione ai Padri della Chiesa (1990–1999), einer sechsbändigen Einführung über die Entstehung des Christentums. Er gehört den Redaktionsräten der Zeitschriften Annales Theologici, Filosofia e Teologia, Path, Ricerche Teologiche, Sacrum Ministerium, Salesianum und Theotókos an.

## Ehrungen
- Ufficiale nell’Ordine delle Palme Accademiche (2001)
- Internationaler Preis „Empedokles“ für die patristischen Theologie und Wissenschaft (2009)
- „Santi Vittore e Corona“-Preis der Stadt Feltre (2010)
- Ehrenpräsidentschaft des Instituts für Europa-Mittelmeer-Studien Istituto Euromediterraneo in Tempio Pausania (2010)